# فرانچسکو کوسو
فرانچسکو کوسو (انگلیسی: Francesco Cossu; ۱۱ ژانویهٔ ۱۹۰۷ – unknown) قایقران روئینگ اهل ایتالیا بود.
وی در مسابقات کشوری و بین‌المللی در مجموع برندهٔ ۱ مدال طلا، ۱ مدال برنز شده‌است.